# 德古意特出版社

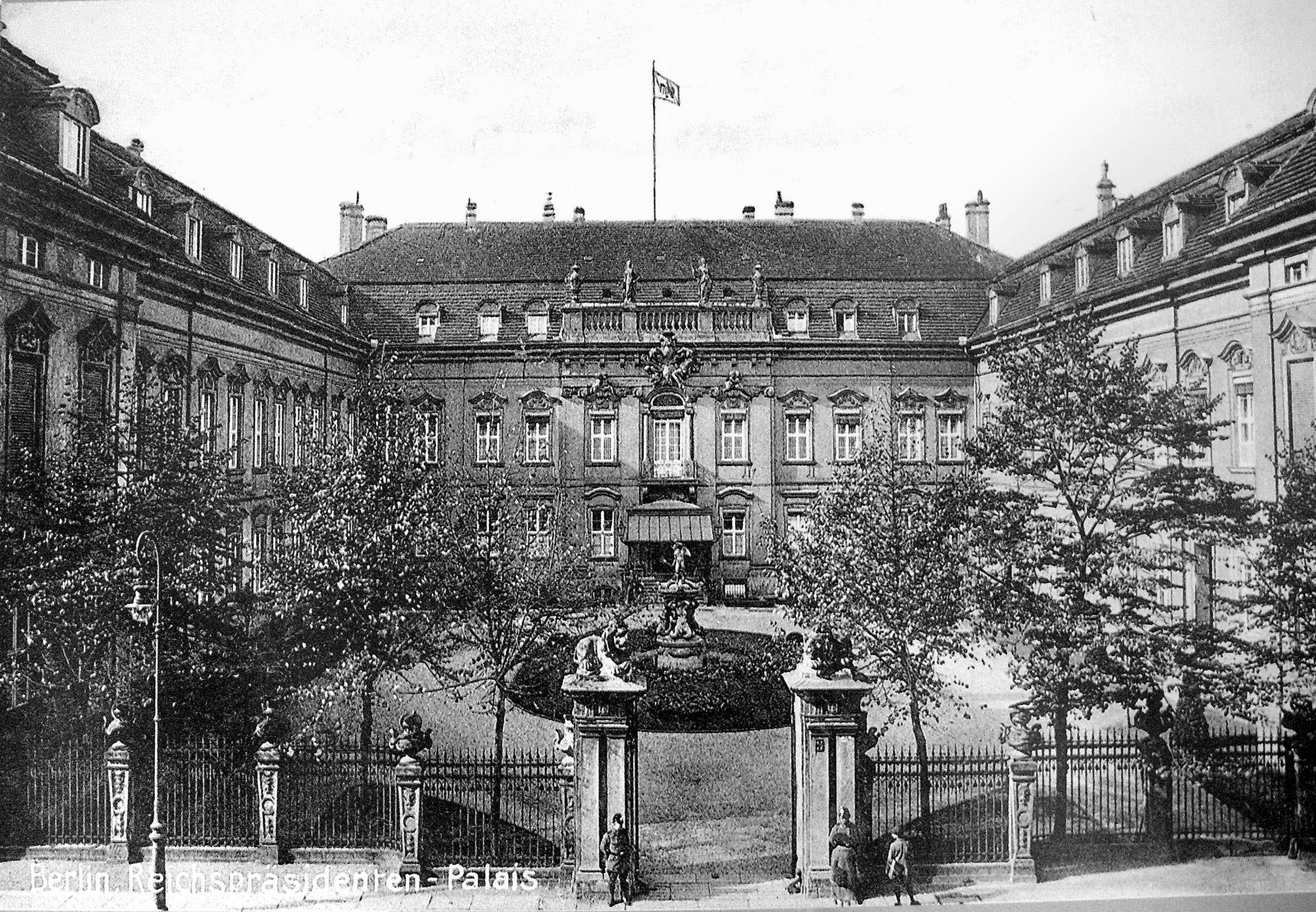
位于威廉大街73号的宫殿，是该公司的原总部，约1920

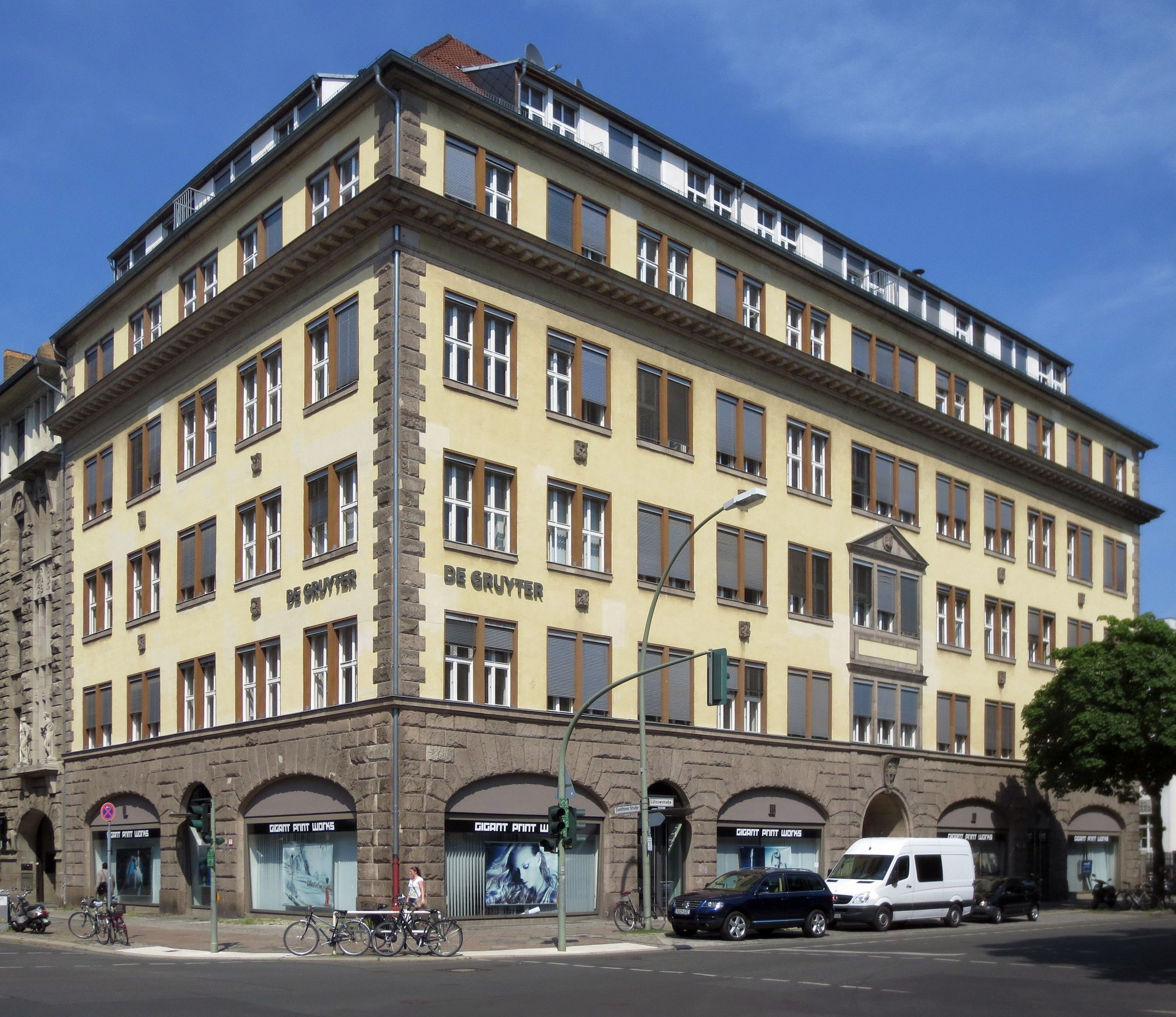
公司总部位于柏林（2011年）

瓦尔特·德古意特有限责任公司（德語：Walter de Gruyter GmbH），简称德古意特或德格鲁伊特（De Gruyter，德語：[də ˈɡʁɔʏtɐ]），是一个学术出版社，每年出版超过1300种新书，其中一半是英文书籍。此外，还提供650种期刊和在线数据库。其出版物涵盖了建筑、艺术、音乐、历史学、哲学、神学、宗教、文学、语言学、医学、自然科学、数学、法学、经济學、社会科学、图书馆与信息科学等學科。
德古意特总部设在柏林，在波士顿（2011春之前设于纽约市）和北京（2011年8月）设有分部。该社由瓦尔特·德格鲁伊特（Walter de Gruyter，1862年—1923年）所建，于1918年12月31日合并5个出版机构建立，其中历史最悠久的G. J. Göschen’sche Verlagsbuchhandlung始自1785年。2006年8月，马克斯尼迈耶出版社（图宾根）和KG绍尔出版社（慕尼黑）被收购。2012年4月，德古意特接手专业从事建筑Birkhäuser出版社。2013年初德古意特也并购了学术出版社（柏林）和Oldenbourg出版社（慕尼黑）。
人文方面，该社最出名的出版物是弗里德里希·尼采作品的评注版以及伊曼努尔·康德文集。1998年还推出了社会学家斐迪南·滕尼斯的全集。此外還出版有Teubner叢書，是舉世聞名的西方古典著作校勘版本。
理工方面，它出版的期刊《理论及应用数学学报》（Crelle学报）是世界级的数学刊物。《克鲁格临床词典》德语版也是由德古意特出版的。该公司还成立了德古意特基金会，资助科学研究。